# Arpad Šterbik
Arpad Šterbik (født 22. november 1979 i Senta, Jugoslavien) er en spansk håndboldspiller, af serbisk oprindelse, der er målmand for den ungarske klub Veszprém KC. Han blev i 2005 af IHF kåret til verdens bedste håndboldspiller.

## Landshold
Šterbik har flere gange været til slutrunder og vundet medaljer for det serbiske landshold. I 2008 skiftede han dog statsborgerskab og blev spanier. 